# Hermann Heukamp
Hermann Heukamp (* 5. Mai 1886 in Cloppenburg; † 11. Februar 1966 in Freiburg im Breisgau) war ein deutscher römisch-katholischer Politiker (Zentrumspartei, parteilos).

## Weimarer Republik
Er absolvierte das Abitur 1906 am Gymnasium Georgianum (Lingen). Nach dem Studium und Promotion in Staats- und Rechtswissenschaften in Münster trat er zunächst in den Justizdienst ein. Im Ersten Weltkrieg machte der Jurist von 1916 bis Ende 1918 beim Oberbefehlshaber Ost als Leiter der Abteilung für Ernährung und Landwirtschaft durch seine Leistungen auf sich aufmerksam, sodass er 1919 ins Reichsernährungsministerium berufen wurde. 1919/20 wechselte er vorübergehend ins Reichswirtschaftsministerium. 1924 wurde er als junger, unverheirateter Mitarbeiter im Zuge des Personalabbaus in den einstweiligen Ruhestand versetzt. Heukamp pachtete daraufhin das Gut Teistungenburg im thüringischen Teil des Eichsfelds. 1926 wurde er aber wieder als Ministerialdirektor ins Reichslandwirtschaftsministerium zurückgerufen. 1929 berief ihn Reichsernährungsminister Hermann Dietrich zum Staatssekretär. Im Juli 1932 wurde Heukamp nach dem Rücktritt des Kabinettes Brüning von der neuen Regierung Papen aus politischen Gründen in den Ruhestand versetzt und durch Fritz Mussehl ersetzt. Heukamp galt als parteilos, gehörte aber nach eigenen späteren Angaben der Zentrumspartei als Mitglied an. Heukamp betätigte sich daraufhin im Landwirtschaftswesen des katholischen Eichsfelds, einige Jahre etwa als Besitzer einer Molkerei. Er übernahm die Führung des zentrumsnahen „Eichsfelder Bauernvereins“ und hatte zahlreiche Positionen im landwirtschaftlichen Genossenschaftswesen des Eichsfeldes inne. Allerdings verlor er diese Ämter im Zuge der Machtkonsolidierung der Nationalsozialisten. Deshalb kehrte der Jurist Ende 1933 nach Berlin zurück und baute eine florierende Kanzlei auf. 1936 wurde ihm die juristische Vertretung von Juden und Ausländern untersagt. 1939 einberufen, war er bis 1943 als Sachverständiger für Ernährungsfragen im eroberten Osten eingesetzt. Gesundheitliche Beschwerden führten zu seiner Entlassung aus der Wehrmacht und zur Rückkehr nach Berlin, das er kurz vor Kriegsende verließ, um sich im Eichsfeld niederzulassen.

## Nach dem Zweiten Weltkrieg
Die Amerikaner setzten ihn im April 1945 zum Oberbürgermeister von Nordhausen und zum Landrat des Kreises Grafschaft Hohenstein ein. Mit ihrem Rückzug und der Übergabe der Region an die Sowjets im Juli 1945 ging Heukamp auf Anraten des amerikanischen Kommandeurs mit in den Westen. In Münster wurde der Agrarfachmann sogleich Mitglied der Westfälischen Provinzialregierung. Heukamp amtierte von August 1946 bis Januar 1947 als Minister für Ernährung, Landwirtschaft und Forsten in der ersten von der britischen Besatzungsbehörde ernannten nordrhein-westfälischen Landesregierung. Er galt als zentrumsnah.
Nach seiner Tätigkeit in der Politik und in zahlreichen Landwirtschaftsverbänden war Heukamp gesundheitlich schwer angeschlagen. Nach seiner Rekonvaleszenz arbeitete Heukamp fünf Jahre als Geschäftsführer der Ruhrverbände in Essen. Am 28. August 1956 bekam er vom nordrhein-westfälischen Ministerpräsidenten Fritz Steinhoff zur Würdigung seiner Lebensleistung das Große Verdienstkreuz des Verdienstordens der Bundesrepublik Deutschland überreicht. Aufgrund seiner angeschlagenen Gesundheit zog er 1960 in das ihm klimatisch zuträglichere Freiburg im Breisgau.
Heukamp war Ehrenmitglied der katholischen Studentenverbindungen AV Zollern Münster und KDStV Borusso-Saxonia Berlin im CV.